# مارسلو آگواس
مارسلو آگواس (انگلیسی: Marcelo Aguas؛ زادهٔ ۱ اوت ۱۹۹۰) بازیکن سابق فوتبال اهل مکزیک است که از فصل ۲۰۰۹/۱۰ برای تیم جوانان زیر ۲۰ سال چیاپاس بازی می‌کرد.